# Derby calcistici in Toscana

Bandiera della regione Toscana.

I derby calcistici in Toscana sono gli incontri disputati fra squadre di calcio della Toscana.
Vista la tradizione comunale radicata in questo territorio, spesso le rivalità sportive sono la riproposizione di attriti storici fra le varie città vicine, causate da ragioni politiche o militari.

## Primo derby toscano ufficiale

### Florence-Itala
Il primo derby toscano ufficiale della storia del calcio è Florence - Itala del 15 marzo 1908. La partita di andata terminò 1-1, quella di ritorno 1-0 per l'Itala, che a fine stagione vinse il titolo regionale di Terza Categoria del 1908. 
|                 | Gare | Vittorie Florence | Pareggi | Vittorie Itala | Gol Florence | Gol Itala |
| --------------- | ---- | ----------------- | ------- | -------------- | ------------ | --------- |
| Terza Categoria | 2    | 0                 | 1       | 1              | 1            | 2         |

## I derby guelfi-ghibellini
Il termine "derby guelfi-ghibellini" venne inizialmente attribuito alla partita Colligiana-Siena, del campionato 1952-53, ma dal 2004 questo termine è stato trasferito alla partita Fiorentina-Siena. Va sempre ricordato che, durante il medioevo, non sempre Siena e Firenze furono nemiche, inoltre furono entrambe divise internamente tra guelfi e ghibellini. Dopo la sconfitta di Colle di Val d'Elsa, nel 1269, Siena divenne guelfa ed iniziò ad intraprendere legami amichevoli con la Firenze guelfa. Il termine "derby guelfi-ghibellini" viene citato anche per la partita Siena-Arezzo ma in questo caso è il Siena ad essere citato come "parte guelfa" perché nella battaglia di Campaldino Siena era con la parte guelfa mentre Arezzo, in quella circostanza, era ghibellina. Durante la partita Colligiana-Siena, del 3 marzo 2024, nel settore semivuoto dove abitualmente andavano i tifosi della Colligiana comparse uno striscione, contestato poi dalla maggioranza dei tifosi della Colligiana, che recitava "nel bene e nel male Siena trionfa immortale" ed era una frase che inneggiava la Siena di parte ghibellina che, nel medioevo, osteggiava sia Colle di Val d'Elsa che Firenze (entrambe in prevalenza guelfe), la maggioranza del tifo della Colligiana si dissociò da quello striscione ritenuto "incompatibile con il tifo biancorosso". Ovviamente gli striscioni fatti da minoranze di tifosi non vanno confusi con il pensiero di tutte le persone che in una città seguono il calcio, oltretutto Colle di Val d'Elsa ha storicamente due identità calcistiche: la Colligiana, dal 1922, e il Gracciano, dal 1964. Oggi possiamo dire che "i derby guelfi-ghibellini", calcisticamente, sono rimasti due: Siena-Arezzo e Fiorentina-Siena, il Siena è "di parte guelfa" nel primo caso e "ghibellina" nel secondo caso; va sempre ricordato che la partita Fiorentina-Siena è molto più sentita dai tifosi del Siena e che la provincia di Siena è quella con il maggior numero di tifosi viola, dopo la provincia di Firenze, quindi è come se Siena città giocasse contro Siena provincia.

### Lista dei risultati
| Stagione | Competizione    | Incontro       | A / R | A / R |
| -------- | --------------- | -------------- | ----- | ----- |
| 1908     | Terza Categoria | Florence-Itala | 1-1   | 0-1   |

## Derby giocati in Serie A
Quanto segue è un elenco degli incontri toscani disputati anche in Serie A:
- Empoli-Fiorentina: il primo derby risale alla Coppa Italia 1985-1986, ed in campionato è stato disputato soltanto in Serie A (30 volte). Complessivamente, gli incontri ufficiali sono 37, con 8 vittorie dell'Empoli, 12 pareggi e 17 vittorie per la Fiorentina.
- Empoli-Livorno: il primo derby risale alla Serie B 1949-1950, e negli anni si è verificato anche in Serie A (6 volte), Serie C, Coppa Italia e Coppa Italia Serie C. Complessivamente, gli incontri ufficiali sono 53, con 13 vittorie dell'Empoli, 20 pareggi e 20 vittorie del Livorno.
- Empoli-Pisa: il primo derby risale alla Prima Divisione 1929-1930, e negli anni si è verificato anche in Serie A 1987-1988, Serie B, Serie C ed altre competizioni. Complessivamente, gli incontri ufficiali sono 62, con 16 vittorie dell'Empoli, 20 pareggi e 26 vittorie del Pisa.
- Empoli-Siena: il primo derby risale alla Seconda Divisione 1927-1928, e negli anni si è verificato anche in Serie A (8 volte), Serie B, Serie C ed altre competizioni. Complessivamente, gli incontri ufficiali sono 71, con 21 affermazioni dell'Empoli, 19 pareggi e 23 vittorie del Siena.
- Fiorentina-Livorno: il primo derby risale alla Serie A 1933-1934 (in A conta 30 gare), e negli anni è stato disputato anche in Serie B e Coppa Italia. Complessivamente, il bilancio vede 38 incontri con 17 vittorie della Fiorentina, 10 pareggi e 11 vittorie del Livorno.
- Fiorentina-Lucchese: questo derby risale alla Serie B 1930-1931, ma è stato disputato quasi sempre in Serie A, per 14 volte. Nel complesso, gli incontri ufficiali fino ad oggi sono 19 ed osservano 8 vittorie fiorentine, 8 pari e 3 affermazioni lucchesi.
- Fiorentina-Pisa: il primo derby si svolge in Prima Divisione 1926-1927, è stato giocato anche in Serie B ma si è verificato soprattutto in Serie A (14 gare). In totale, sono 25 le gare ufficiali con 14 vittorie viola, 7 pareggi e 4 affermazioni pisane.
- Fiorentina-Pistoiese: la sfida ha origine in Prima Divisione 1928-1929, si è verificata poche volte ed è stata giocata due volte nel massimo campionato, nella Serie A 1980-1981. In totale le partite fino ad oggi disputate sono 11: 3 vittorie viola, 3 pareggi e 5 vittorie per la Pistoiese; questo derby porta il nome di "derby spaziale" a causa di un avvistamento Ufo verificatosi durante una partita amichevole Fiorentina-Pistoiese nel 1954.
- Fiorentina-Siena: il match tra guelfi e ghibellini risale alla Serie B 1938-1939, ma si è verificato principalmente in Serie A (16 volte su un totale di 23). Nel complesso la Fiorentina ha vinto per 14 volte, vi sono stati inoltre 5 pareggi e 4 affermazioni senesi.
- Livorno-Lucchese: il derby nacque nella Prima Categoria 1920-1921, conta diverse comparse in Serie C, ma è stato giocato anche in Serie A (8 volte). Nel complesso si contano 62 sfide, di cui 24 a favore del Livorno e 12 della Lucchese e 26 pareggi.
- Livorno-Pisa: il match risale alla Prima Categoria 1919-1920, è stato giocato soprattutto tra Serie B e Serie C mentre toccò il suo apice nella fase post regionale della Prima Categoria 1920-1921 (finale centro-sud del massimo campionato dell'epoca). In totale le sfide sono 89,  di cui 36 a favore del Livorno, 21 a favore del Pisa e 32 pareggi.
- Livorno-Siena: risale alla Coppa Italia 1935-1936 ed è una sfida spesso giocatasi in Serie C che soltanto negli anni recenti ha visto la Serie A (in cui si è giocata per 10 volte). Sono 68 le partite complessive e contano 34 pareggi, 15 vittorie del Livorno e 19 affermazioni senesi.
- Lucchese-Pisa: il primo derby risale alla Prima Categoria 1913-1914, si è svolto spesso tra secondo e terzo livello nazionale, annovera precedenti anche in IV Serie, tocca il suo apice nella fase post-regionale della Prima Categoria 1914-1915 (massimo livello italiano dell'epoca) e si è verificato per 105 volte, con 40 affermazioni pisane, 33 pareggi e 32 vittorie della Lucchese.

## Derby giocati in Serie B

### Fiorentina - Prato
Fiorentina e Prato, facenti parte della stessa provincia fino al 1992, si sono incontrate la prima volta in serie B nel primo campionato a girone unico 1929-1930: pareggio all'andata per 0-0, vittoria per i gigliati a Prato per 2-1 al ritorno (doppietta di Pilade Luchetti, giocatore che vestì anche la maglia del Prato). Altri confronti solo in Coppa Italia, l'ultimo il 13 novembre 1963 con la vittoria della Fiorentina per 4-1, e uno in Coppa Italia di Serie C nel 2003-2004. La vittoria del Prato risale alla stagione 2002-2003, partita valida per i gironi di Coppa Italia di Serie C, con un risultato di 3 a 1. La partita, nonostante il Prato fosse la squadra di casa, fu disputata a Firenze per inagibilità del Lungobisenzio. In quell'anno, la Fiorentina era conosciuta sotto il nome Florentia Viola, dovuto al precedente fallimento. Complessivamente su 9 gare conduce la Fiorentina per 6 vittorie, 2 pareggi e una sconfitta, 17-7 i gol.
|                      | Gare | Vittorie Fiorentina | Pareggi | Vittorie Prato | Gol Fiorentina | Gol Prato |
| -------------------- | ---- | ------------------- | ------- | -------------- | -------------- | --------- |
| Serie B              | 2    | 1                   | 1       | 0              | 2              | 1         |
| Coppa Italia         | 5    | 4                   | 1       | 0              | 12             | 3         |
| Coppa Italia Serie C | 2    | 1                   | 0       | 1              | 3              | 3         |
| Totale               | 9    | 6                   | 2       | 1              | 17             | 7         |

#### Lista dei risultati
| Stagione  | Competizione | Incontro           | A / R | A / R |
| --------- | ------------ | ------------------ | ----- | ----- |
| 1929-1930 | Serie B      | Fiorentina - Prato | 0-0   | 2-1   |
| 1938-1939 | Coppa Italia | Prato - Fiorentina | 2-2   | 0-1   |
| 1958      | Coppa Italia | Prato - Fiorentina | 0-1   | 0-4   |

| Stagione  | Competizione         | Incontro                | A / R | A / R |
| --------- | -------------------- | ----------------------- | ----- | ----- |
| 1963-1964 | Coppa Italia         | Fiorentina - Prato      | 4-1   | 4-1   |
| 2002-2003 | Coppa Italia Serie C | Prato - Florentia Viola | 3-1   | 3-1   |
| 2003-2004 | Coppa Italia Serie C | Fiorentina - Prato      | 2-0   | 2-0   |

### Pistoiese - Prato
Quella tra Pistoiese e Prato è una delle partite più sentite tra le due tifoserie, peraltro geograficamente molto vicine. La leggenda vuole che la rivalità nasca a seguito del tentato furto della Sacra Cintola di Maria, custodita a Prato; un chierico pistoiese di nome Giovanni di ser Landetto detto Musciattino riuscì a sottrarla alla città rivale, ma a causa della nebbia si perse e, anziché rientrare a Pistoia, fece ritorno a Prato, dove venne poi giustiziato (anche se in realtà, probabilmente, fu Firenze - e non Pistoia - a commissionare il furto).
Le due squadre si sono incontrate per la prima volta nel 1922, in un incontro amichevole natalizio terminato 7-2 per gli arancioni; la prima gara ufficiale risale invece al 22 novembre 1925, nel campionato di Seconda Divisione 1925-1926, e vide la vittoria pratese per 4-2. Da allora le due squadre si sono incontrate 100 volte, con 29 vittorie pistoiesi, 41 pareggi e 30 vittorie pratesi. Questo derby non è mai stato giocato in massima serie, mentre si contano 8 sfide nel secondo livello calcistico italiano tra Prima Divisione e Serie B, con un bilancio di 5 vittorie per la Pistoiese, 2 pareggi ed una vittoria del Prato (12-8 il conteggio delle reti in favore della Pistoiese). L'ultima partita risale alla Serie D 2023-24, giocata a Pistoia il 24 Marzo 2024 e terminata per 0-1 in favore dei biancazzurri; a livello professionistico, l'ultimo incontro (valevole per la Serie C 2017-2018) fu giocato il 17 marzo 2018 a Pontedera (a causa dell'indisponibilità dello stadio Lungobisenzio) e si concluse sul 2-2.
|                                  | Gare | Vittorie Pistoiese | Pareggi | Vittorie Prato | Gol Pistoiese | Gol Prato |
| -------------------------------- | ---- | ------------------ | ------- | -------------- | ------------- | --------- |
| Prima Divisione (1926-1928)      | 4    | 2                  | 1       | 1              | 6             | 5         |
| Serie B                          | 4    | 3                  | 1       | 0              | 6             | 3         |
| Seconda Divisione (1924-1926)    | 2    | 0                  | 1       | 1              | 4             | 6         |
| Serie C                          | 29   | 3                  | 15      | 12             | 25            | 39        |
| Torneo Post-Campionato 1945-1946 | 2    | 1                  | 1       | 0              | 7             | 3         |
| Lega Pro                         | 6    | 2                  | 2       | 2              | 9             | 8         |
| Serie C1                         | 14   | 4                  | 6       | 4              | 11            | 11        |
| Serie C2                         | 4    | 0                  | 2       | 2              | 2             | 4         |
| IV Serie                         | 2    | 0                  | 2       | 0              | 2             | 2         |
| Serie D                          | 6    | 4                  | 1       | 1              | 7             | 2         |
| Coppa Arpinati                   | 2    | 2                  | 0       | 0              | 7             | 1         |
| Coppa Italia                     | 1    | 0                  | 0       | 1              | 2             | 3         |
| Coppa Italia Serie C             | 21   | 5                  | 9       | 7              | 15            | 23        |
| Coppa Italia Serie D             | 1    | 1                  | 0       | 0              | 1             | 0         |
| Amichevoli                       | 2    | 2                  | 0       | 0              | 14            | 2         |
| Totale                           | 101  | 29                 | 41      | 31             | 118           | 112       |

#### Lista dei risultati
| Stagione  | Competizione                     | Incontro          | Esito | Esito |
| --------- | -------------------------------- | ----------------- | ----- | ----- |
| 1922-1923 | Amichevole                       | Pistoiese - Prato | 7-2   | 7-2   |
| 1925-1926 | Seconda Divisione                | Prato - Pistoiese | 4-2   | 2-2   |
| 1926-1927 | Prima Divisione                  | Pistoiese - Prato | 1-0   | 2-0   |
| 1926-1927 | Coppa Arpinati                   | Prato - Pistoiese | 0-5   | 1-2   |
| 1927-1928 | Prima Divisione                  | Pistoiese - Prato | 1-0   | 2-3   |
| 1929-1930 | Serie B                          | Pistoiese - Prato | 2-1   | 1-0   |
| 1930-1931 | Amichevole                       | Pistoiese - Prato | 7-0   | 7-0   |
| 1936-1937 | Serie C                          | Prato - Pistoiese | 1-1   | 1-1   |
| 1938-1939 | Serie C                          | Prato - Pistoiese | 3-2   | 0-0   |
| 1939-1940 | Serie C                          | Pistoiese - Prato | 1-1   | 2-3   |
| 1945-1946 | Serie C                          | Prato - Pistoiese | 1-1   | 2-2   |
| 1945-1946 | Serie C - Torneo post-campionato | Prato - Pistoiese | 2-2   | 1-5   |
| 1947-1948 | Serie B                          | Prato - Pistoiese | 2-2   | 0-1   |
| 1948-1949 | Serie C                          | Pistoiese - Prato | 0-1   | 0-2   |
| 1950-1951 | Serie C                          | Pistoiese - Prato | 2-2   | 0-2   |
| 1953-1954 | IV Serie                         | Prato - Pistoiese | 1-1   | 1-1   |
| 1959-1960 | Serie C                          | Pistoiese - Prato | 1-1   | 1-1   |
| 1962-1963 | Serie C                          | Pistoiese - Prato | 0-1   | 1-3   |

| Stagione  | Competizione                    | Incontro          | Esito | Esito |
| --------- | ------------------------------- | ----------------- | ----- | ----- |
| 1964-1965 | Serie C                         | Pistoiese - Prato | 1-0   | 0-0   |
| 1965-1966 | Serie C                         | Pistoiese - Prato | 0-0   | 1-3   |
| 1966-1967 | Serie C                         | Prato - Pistoiese | 1-1   | 2-0   |
| 1967-1968 | Serie C                         | Pistoiese - Prato | 1-1   | 0-1   |
| 1968-1969 | Serie C                         | Pistoiese - Prato | 0-0   | 1-3   |
| 1969-1970 | Serie C                         | Prato - Pistoiese | 1-0   | 0-2   |
| 1972-1973 | Coppa Italia Semiprofessionisti | Pistoiese - Prato | 1-1   | 0-2   |
| 1973-1974 | Coppa Italia Semiprofessionisti | Prato - Pistoiese | 0-0   | 0-1   |
| 1974-1975 | Serie D                         | Pistoiese - Prato | 1-0   | 0-0   |
| 1985-1986 | Coppa Italia Serie C            | Pistoiese - Prato | 1-1   | 1-1   |
| 1986-1987 | Coppa Italia Serie C            | Pistoiese - Prato | 0-0   | 0-0   |
| 1987-1988 | Coppa Italia Serie C            | Pistoiese - Prato | 0-2   | 0-3   |
| 1991-1992 | Coppa Italia Serie C            | Prato - Pistoiese | 0-0   | 0-0   |
| 1991-1992 | Serie C2                        | Pistoiese - Prato | 1-2   | 0-0   |
| 1992-1993 | Coppa Italia Serie C            | Pistoiese - Prato | 0-2   | 2-1   |
| 1992-1993 | Serie C2                        | Prato - Pistoiese | 1-1   | 1-0   |
| 1993-1994 | Coppa Italia Serie C            | Prato - Pistoiese | 1-1   | 1-1   |
| 1993-1994 | Serie C1                        | Prato - Pistoiese | 2-0   | 0-0   |

| Stagione  | Competizione          | Incontro          | Esito         | Esito         |
| --------- | --------------------- | ----------------- | ------------- | ------------- |
| 1994-1995 | Serie C1              | Prato - Pistoiese | 0-0           | 1-2           |
| 1996-1997 | Serie C1              | Pistoiese - Prato | 0-1           | 1-1           |
| 1997-1998 | Coppa Italia Serie C  | Prato - Pistoiese | 1-0           | 1-0           |
| 1997-1998 | Serie C1              | Pistoiese - Prato | 1-0           | 0-0           |
| 1998-1999 | Coppa Italia Serie C  | Pistoiese - Prato | 1-0           | 1-0           |
| 2001-2002 | Coppa Italia          | Pistoiese - Prato | 2-3           | 2-3           |
| 2002-2003 | Serie C1              | Prato - Pistoiese | 1-0           | 0-0           |
| 2003-2004 | Serie C1              | Prato - Pistoiese | 0-2           | 4-1           |
| 2004-2005 | Serie C1              | Pistoiese - Prato | 3-0           | 1-1           |
| 2006-2007 | Coppa Italia Serie C  | Pistoiese - Prato | 1-2           | 1-2           |
| 2007-2008 | Coppa Italia Serie C  | Pistoiese - Prato | 3-1           | 3-1           |
| 2008-2009 | Coppa Italia Lega Pro | Prato - Pistoiese | 0-1           | 0-1           |
| 2014-2015 | Coppa Italia Lega Pro | Prato - Pistoiese | 1-1 (5-4 dcr) | 1-1 (5-4 dcr) |
| 2014-2015 | Lega Pro              | Pistoiese - Prato | 2-1           | 1-2           |
| 2015-2016 | Lega Pro              | Prato - Pistoiese | 1-0           | 2-2           |
| 2016-2017 | Coppa Italia Lega Pro | Pistoiese - Prato | 1-4           | 1-4           |
| 2016-2017 | Lega Pro              | Prato - Pistoiese | 2-2           | 0-2           |
| 2017-2018 | Serie C               | Pistoiese - Prato | 1-0           | 2-2           |
| 2022-2023 | Serie D               | Prato - Pistoiese | 0-1           | 0-2           |
| 2023-2024 | Coppa Italia Serie D  | Pistoiese - Prato | 1-0           | 1-0           |
| 2023-2024 | Serie D               | Prato - Pistoiese | 1-3           | 0-1           |